# Palaeosclerotium pusillum
Palaeosclerotium pusillum (лат.) — ископаемый вид грибов монотипного рода Palaeosclerotium G.W. Rothwell, 1972, обнаружен в отложениях верхнего мела (100—65 миллионов лет назад) в Иллинойсе. Гриб представляет особый научный интерес тем, что имеет морфологические признаки как аскомицетов, так и базидиомицетов.
Плодовые тела сферические, размером около 1 мм, по строению сходны с клейстотециями аскомицетов, содержат округлые структуры, которые считаются сумками с аскоспорами. Сумки имеют диаметр около 35 мкм, споры длиной 12 мкм. Мицелий септирован, на гифах имеются пряжки, по этому признаку и по строению септ (наличие долипор) гриб сходен с современными базидиомицетами.
О таксономической принадлежности ведутся споры. Было высказано предположение, что Palaeosclerotium pusillum — это сумчатый гриб, на котором паразитирует базидиомицет. Р. Зингер считает, что вид относится к аскомицетам, близким к современному порядку эуроциевых (Eurotiales). Согласно ещё одному представлению, гриб является дикариотическим связывающим звеном между базидиомицетами и некоторыми вымершими лихенизированными формами и не может быть отнесён ни к аскомицетам, ни к базидиомицетам. Также замечено, что плодовые тела сходны с концептакулами нематофитовых водорослей и прототакситов.